# Movimento Custo de Vida
o Movimento do Custo de Vida (MCV), também conhecido como Movimento contra a Carestia, foi um movimento surgido no Brasil na década de 70 cuja finalidade era protestar contra as políticas econômicas e sociais da ditadura militar que provocaram o arrocho salarial e a inflação, gerando falta de alimentos e produtos essenciais.
O movimento foi organizado por mulheres humildes da periferia. Com o apoio das Comunidades Eclesiais de Base, estas mulheres se organizaram, em 1973, no Clubes de Mães da Zona Sul, do qual resultaria, mais tarde, o MCV. Em 1978, o movimento colocou nas ruas 20 mil pessoas na Praça da Sé, em frente a uma igreja, em ato de opsição à ditadura. Conforme José Tadeu Arantes, da  Agência FAPESP, foram "as primeiras grandes manifestações populares do Brasil depois de 1968".